# Dinah Babbitt
Dinah Babbitt (* 21. Januar 1923 in Brünn als Dinah Gottliebová; † 29. Juli 2009 in Felton, Kalifornien) war eine US-amerikanisch-tschechische Malerin und Bildhauerin.

## Leben
Sie studierte Malerei und Bildhauerei in Brünn und Prag. Im Januar 1942 wurden sie und ihre Mutter zunächst in das Ghetto Theresienstadt deportiert. Von Theresienstadt wurden beide am 9. September 1943 nach Auschwitz-Birkenau ins Familienlager gebracht. Im Familienlager war sie die Geliebte des Funktionshäftlings Willy Brachmann, der in diesem Lagerabschnitt als Lagerältester die höchste Häftlingsposition innehatte. Sie beschreibt ihn als anständigen Mann, der Mithäftlingen geholfen habe.
Für einige der Kinder im Lager malte Dinah in Auschwitz eine Szene aus Walt Disneys Film Schneewittchen und die sieben Zwerge an die Wand einer Baracke. Auf diese Arbeit wurde der Lagerarzt Franz Lucas aufmerksam. Kurz darauf brachte man sie am 22. Februar 1944 zum Lagerarzt Josef Mengele. Mengele verlangte von ihr, Porträts von den Opfern seiner Versuche zu zeichnen, darunter sechs zum Tod bestimmte Roma, um deren „Rassenmerkmale“ festzuhalten. Er wollte ein Buch mit Abbildungen seiner anthropologischen Experimente schreiben. Im Gegenzug sicherte man Gottliebová und ihrer Mutter Sicherheit für Leib und Leben zu. Da Mengele absolute Farbgenauigkeit verlangte, dauerte ein Porträt zwei Wochen. Des Weiteren malte sie Bilder von polnischen und tschechischen weiblichen Gefangenen. Darüber hinaus wurde sie von Wachmännern des Lagers aufgesucht, mit der Aufforderung, Porträts von sich oder deren Familien anzufertigen.
Gegen Ende des Krieges überlebten ihre Mutter und sie Mitte Januar 1945 einen der Todesmärsche aus Auschwitz. Der Marsch führte sie zum Lager Ravensbrück, wo sie Nummern auf Flugzeuge in einem Dornier-Werk in Neustadt-Glewe malen musste.

## Leben ab 1945
Nach dem Krieg heiratete Gottliebová den US-amerikanischen Trickfilmzeichner und Erfinder der Figur Goofy, Art Babbitt (1907–1992), dem sie nach Hollywood folgte. 1962 ließen sich beide scheiden. In Hollywood zeichnete sie Karikaturen und Gebrauchsgrafik für einige der ansässigen Film-Studios. Bis zu ihrem Tode lebte Babbitt im kalifornischen Santa Cruz.

## Bilder
In den 1960er Jahren erwarb das Lagermuseum Auschwitz einige Bilder mit der Signatur „Dinah 1944“. Erst 1973 wurde Gottliebová-Babbitt als Malerin der Bilder ermittelt. Sieben von Babbitts Porträts hängen seitdem in der Gedenkstätte Auschwitz-Birkenau.
Seitdem forderte Gottliebová die Rückgabe der Bilder. Auch der Kongress der Vereinigten Staaten hat sich schon mit der Rückgabe der Bilder befasst.